# رفيق الكامل
رفيق الكامل، ولد عام 1944، رسام تونسي.

## تكوينه
أحرز على دبلوم مدرسة الفنون الجميلة بتونس عام 1967، وفي السنة الموالية 1968-1969 أقام بمدينة الفنون بباريس، وأحرز عام 1970 على دبلوم المدرسة العليا للفنون الزخرفية بباريس. وهو إلى عام 2005 أستاذ بالمعهد التكنولوجي للفن والهندسة المعمارية والتعمير بتونس.

## معارضه
أقام رفيق الكامل عدد من المعارض الشخصية بتونس وبالخارج كما يلي:
- 1976 معرض شخصي بقاعة ارتسام- تونس
- 1979 معرض شخصي بقاعة ارتسام- تونس
- 1979 معرض بقاعة "فيليب فرينياك "- باريس
- 1981 معرض بقاعة ارتسام- تونس
- 1982 معرض شخصي بقاعة "رينات سيقير "- مونيخ
- 1984 معرض شخصي بسيدي بوسعيد جائزة مدينة تونس
- شارك في عدة معارض جماعية بتونس وبالخارج: أسبانيا أنجلترا، ألمانيا فرنسا، بلجيكيا

## فنه
تتراوح أعمال رفيق الكامل بين التجريدي والتشخيصي التلميحي.

## تلاميذه
تأثر به عدد من تلاميذه ومن بينهم الرسام الأمين ساسي في بداياته.